# Lista över världsmästare i längdhopp
Detta är en tabell över världsmästare i längdhopp.
| År   | Plats       | Herrar              | Resultat  | Damer                | Resultat |
| 1983 | Helsingfors | Carl Lewis          | 8,55      | Heike Drechsler      | 7,27     |
| 1987 | Rom         | Carl Lewis          | 8,67      | Jackie Joyner-Kersee | 7,36     |
| 1991 | Tokyo       | Mike Powell         | 8,95 (WR) | Jackie Joyner-Kersee | 7,32     |
| 1993 | Stuttgart   | Mike Powell         | 8,59      | Heike Drechsler      | 7,11     |
| 1995 | Göteborg    | Ivan Pedroso        | 8,70      | Fiona May            | 6,98     |
| 1997 | Aten        | Ivan Pedroso        | 8,42      | Ludmila Galkina      | 7,05     |
| 1999 | Sevilla     | Ivan Pedroso        | 8,56      | Niurka Montalvo      | 7,06     |
| 2001 | Edmonton    | Ivan Pedroso        | 8,40      | Fiona May            | 7.02     |
| 2003 | Paris       | Dwight Phillips     | 8,32      | Eunice Barber        | 6,99     |
| 2005 | Helsingfors | Dwight Phillips     | 8,60      | Tianna Madison       | 6,89     |
| 2007 | Tokyo       | Irving Saladino     | 8,57      | Tatjana Lebedeva     | 7,03     |
| 2009 | Berlin      | Dwight Phillips     | 8,54      | Brittney Reese       | 7,10     |
| 2011 | Daegu       | Dwight Phillips     | 8,45      | Brittney Reese       | 6,82     |
| 2013 | Moskva      | Aleksandr Menkov    | 8,56      | Brittney Reese       | 7,01     |
| 2015 | Peking      | Greg Rutherford     | 8,41      | Tianna Bartoletta    | 7,14     |
| 2017 | London      | Luvo Manyonga       | 8,48      | Brittney Reese       | 7,02     |
| 2019 | Doha        | Tajay Gayle         | 8,69      | Malaika Mihambo      | 7,30     |
| 2022 | Eugene      | Wang Jianan         | 8,36      | Malaika Mihambo      | 7,12     |
| 2023 | Budapest    | Miltiadis Tentoglou | 8,52      | Ivana Vuleta         | 7,14     |